# Паховая грыжа
Паховая грыжа — патологическое выпячивание брюшины в полость пахового канала. У мужчин встречаются значительно чаще (риск 27 % у мужчин и 3 % у женщин). Паховый канал представляет собой полость треугольного сечения, в которой у женщин проходит круглая связка матки, а у мужчин семенной канатик.
Паховые грыжи относятся к наиболее распространённым грыжам брюшной стенки.

## Классификация
По подвижности грыжевого мешка различают:
- ущемлённые:
- эластическое ущемление,

- каловое ущемление,
- ретроградное ущемление,
- Рихтеровское ущемление;
- грыжа Литтре - ущемление дивертикула Меккеля в паховой грыже;

- не ущемлённые паховые грыжи.

При ущемлённой грыже грыжевое выпячивание и его содержимое не способны вернуться в физиологическое положение. При не ущемлённой возможно самостоятельное вправление грыжи.
Также выделяют врождённые и приобретённые грыжи. Врождённые возникают в результате патологий внутриутробного развития, приобретённые появляются, как правило, после эпизодов значительного повышения давления в брюшной полости, например, подъёма тяжестей, переноски грузов и подобных действий.

## Этиология
Предрасполагающими факторами являются: незаращение влагалищного отростка брюшины, атрофия жировой ткани в области пахового канала при уменьшении массы тела, дегенерация мышц при ожирении, в старости. Прохождение в эмбриональный период развития (в 6—8 мес беременности) через паховый канал спускающегося яичка, семенного канатика у мужчин и круглой связки матки у женщин создают анатомические предпосылки, которые при наличии предрасполагающих и производящих причин могут повлечь за собой развитие грыжи. К 7 мес жизни полное заращение влагалищного отростка происходит в 35 % случаев, к 12 мес — в 41 %, а у взрослых — в 90 %. При врождённой грыже элементы семенного канатика распластаны по грыжевому мешку (задней его стенке) и интимно с ним связаны, яичко лежит в стенке грыжевого мешка и собственная оболочка его выстоит в просвет мешка.

## Патогенез
С точки зрения механизма возникновения этого осложнения грыж, существует два принципиально различных типа ущемления: эластическое и каловое.
Эластическое ущемление возникает после внезапного выхода большого объёма брюшных органов через узкие грыжевые ворота в момент резкого повышения внутрибрюшного давления под воздействием сильного физического напряжения. Вышедшие органы самостоятельно не вправляются обратно в брюшную полость. Вследствие сдавления (странгуляции) в узком кольце грыжевых ворот возникает ишемия ущемлённых органов, что приводит к выраженному болевому синдрому. Боль вызывает стойкий спазм мышц передней брюшной стенки, который усугубляет ущемление. Неликвидированное эластическое ущемление приводит к быстрому (в течение нескольких часов, минимум 2 ч) некрозу грыжевого содержимого.

При каловом ущемлении сдавление грыжевого содержимого возникает в результате резкого переполнения приводящего отдела кишечной петли, находящейся в грыжевом мешке. Отводящий отдел этой петли резко уплощается и сдавливается в грыжевых воротах вместе с прилежащей брыжейкой. В результате развивается странгуляция, подобная наблюдаемой при эластическом ущемлении. Однако для развития некроза кишки при каловом ущемлении необходим более длительный срок (несколько суток). Непременное условие возникновения эластического ущемления - наличие узких грыжевых ворот, в то время как каловое ущемление часто возникает при широких грыжевых воротах. При каловом ущемлении физическое усилие имеет меньшее значение, чем при эластической странгуляции; гораздо важнее нарушение кишечной моторики, замедление перистальтики, что часто бывает у пациентов пожилого и старческого возраста. При каловом ущемлении имеют значение перегибы, скручивание кишки, находящейся в грыжевом мешке, и её сращение со стенками грыжевого мешка. Каловое ущемление обычно возникает как осложнение длительно существующей невправимой грыжи. Ущемляться могут различные органы. Чаще всего ущемлённой оказывается тонкая кишка или участок большого сальника, реже - толстая кишка. Очень редко ущемляются органы, расположенные мезоперитонеально: например, слепая кишка, мочевой пузырь, матка и её придатки. Наиболее опасно ущемление кишки из-за возможности её омертвления и развития тяжёлой странгуляционной кишечной непроходимости, что обусловливает прогрессирующую интоксикацию. В момент ущемления в грыжевом мешке образуется замкнутая полость, содержащая орган или органы, кровоснабжение которых нарушено. На месте сжатия кишечной петли, сальника и других органов образуется странгуляционная борозда, которая хорошо заметна даже после ликвидации ущемления. Её обычно хорошо видно как в области приводящего и отводящего отделов кишки, так и в соответствующих участках брыжейки. Первоначально в результате нарушения кровоснабжения в кишке возникает венозный стаз, который вскоре вызывает отёк всех слоев кишечной стенки. Одновременно происходит пропотевание плазмы и диапедез форменных элементов крови как внутрь просвета ущемлённой кишки, так и в полость грыжевого мешка. В замкнутом просвете ишемизированной кишки начинается разложение кишечного содержимого, характеризующееся образованием токсинов. Ущемлённая петля кишки довольно быстро, в течение нескольких часов (при эластическом ущемлении), некротизируется, начиная со слизистой оболочки. Об этом необходимо помнить, оценивая её жизнеспособность. Жидкость, которая скапливается при ущемлении в замкнутой полости грыжевого мешка (за счёт транссудации и экссудации), получила название грыжевой воды. Сначала она прозрачна и бесцветна (серозный транссудат), но по мере попадания форменных элементов крови и их разрушения грыжевая вода приобретает розовую, а затем и красно-бурую окраску. Некротизированная стенка кишки перестаёт служить барьером для выхода микробной флоры за её пределы, вследствие этого экссудат приобретает гнойный характер с колибациллярным запахом. Подобное гнойное воспаление, развившееся на поздних стадиях ущемления, распространяющееся на окружающие грыжу ткани, получило укоренившееся, но не совсем точное название «флегмона грыжевого мешка».

## Клиника
Клиническая картина при не осложнённых паховых грыжах, в целом, однородна. Больной жалуется на наличие опухолевидного выпячивания в паховой области и боли различной интенсивности, особенно при физическом напряжении. Наличие таких жалоб позволяет с легкостью установить правильный диагноз.
При ущемленной паховой грыже наблюдается следующая клиника:
- внезапное начало;
- невправимость;
- резкая, постепенно усиливающаяся боль;
- тупые боли внизу живота или паху;
- тошнота, икота, многократная мучительная рвота;
- задержка стула и газов;
- тяжёлое состояние больного;
- метеоризм, запоры, боли в кишечнике;
- расстройства мочеиспускания и рези (при скользящих грыжах)[4];
- напряжение, болезненность грыжевого выпячивания.

Наличие данных клинических симптомов является показанием к экстренному оперативному вмешательству.

## Диагностика
При обследовании больных при паховых грыжах проводится внешний осмотр в положении стоя и лежа обеих паховых областей для выявления в неясных случаях асимметрии, даже малозаметной, но дающей некоторые указания на возможное наличие грыжи. Намечается линия, определяющая положение паховой связки, для дифференциальной диагностики между паховой и бедренной грыжами. Определение этой линии несколько затрудняется при значительной полноте больного. Одновременно проводится осмотр обеих половин мошонки, определяется форма и величина яичек, также фиксируется и наличие расширенных вен семенного канатика. Натуживание больного, кашлевые толчки позволяют получить объективные данные и при внешнем осмотре в виде появления умеренного выпячивания соответствующей паховой области.
Ощупывание поверхностного пахового кольца при введении пальца и одновременном напряжении брюшной стенки (покашливание) даёт «симптом толчка».
Исследование поверхностного пахового кольца у женщин значительно сложнее, чем у мужчин, и удается лишь при дряблой коже и значительном расширении поверхностного пахового кольца.

## Лечение
См. статью Герниорафия.
Грыжи живота относятся к распространённой хирургической патологии. В странах СНГ, в США, в Великобритании ежегодно оперируется до 500 тысяч больных с грыжами.
Несмотря на то, что хирургический способ лечения грыжи (герниорафия) является единственно возможным, в случае с именно паховыми грыжами он подразумевает риск достаточно серьёзного осложнения — в 10-12% случаев у пациентов, перенесших такую операцию, возникает так называемый генитофеморальный болевой синдром. В связи с этим, для пациентов с минимально выраженными симптомами, в общемировой практике в последнее время вместо плановой операции рекомендуется «бдительное ожидание».
Существуют различные хирургические стратегии при лечении паховой грыжи. Для закрытия грыжи может использоваться сетка (синтетическая или биологическая), открытая операция или лапароскопия, вид анестезии (общая или местная), целесообразность двустороннего закрытия и т.д.
Довольно часто грыжесечение является одной из первых операций начинающего хирурга. И успешное выполнение данной операции является важным свидетельством профессионализма хирурга, так как операция при грыже далеко не всегда относится к разряду простых. Следует помнить, что даже распространённые и отработанные оперативные вмешательства по поводу паховой или бедренной грыжи при неумелом травматичном исполнении могут привести к ущемлению нервов, ранению крупных сосудов и мочевого пузыря, развитию инфекции в ране.
Выдающийся русский хирург С. П. Фёдоров писал:
«У нас считается, что грыжа — есть операция лёгкая: на самом деле эта операция вовсе не простая с точки зрения правильного и хорошего исполнения».
Операция выполняется под общим наркозом. В ней выделяют следующие этапы:
1. Доступ к паховому каналу;
2. Выделение из окружающих тканей и удаление грыжевого мешка;
3. Ушивание пахового отверстия до нормальных размеров при его расширении или разрушении;
4. Пластика пахового канала.

Выполнение каждого из этих этапов без учёта топографии грыжи и индивидуальных анатомических особенностей больного может привести к осложнениям или рецидивам грыж.
Оперирование паховых грыж без учёта их топографии и анатомии больного приводит к рецидивам в 6,9-28,5% случаев. В то же время в клиниках, специально занимающихся этим вопросом, процент рецидивов снижен до минимума, колеблясь между 0 и 3. Однако с приходом сетчатых аллотрансплантатов этот показатель снизился до нескольких десятых процента.
При нежизнеспособности участка кишечника, ущемлённого в грыжевом мешке, выполняется лапаротомия.
Критерии жизнеспособности кишечника:
- цвет серозной оболочки,
- пульсация,
- перистальтика.

## Осложнения
1. Ретроградное — обратное ущемление трёх и более петель тонкой кишки в виде букв «V» или «W», причём петли, находящиеся в грыжевом мешке, могут быть жизнеспособными, а промежуточные, находящиеся в брюшной полости, некротизируются.
2. Пристеночное — ущемляется часть кишечной стенки, расположенная противоположно брыжейке. Наблюдается при бедренных и паховых грыжах.
3. Мнимое или ложное — при остром перитоните содержимое брюшной полости поступает в грыжевой мешок и в нём развивается воспаление. Грыжа, ранее вправимая, становится невправимой. Появляется боль в области грыжевого мешка.

## Прогноз
Прогноз заболевания условно-благоприятный: при своевременном оперативном лечении заболевание полностью устраняется, трудоспособность восстанавливается.
Несмотря на большой опыт хирургов в операциях на органах брюшной полости, число рецидивов после вмешательств по поводу грыж брюшной стенки за последние десятилетия не имеет тенденции к снижению. Не уменьшается и количество послеоперационных грыж, особенно после операций на желудке, желчных путях, по поводу деструктивных аппендицитов, а также после гинекологических и урологических вмешательств.
Причиной рецидивов и развития послеоперационных грыж является прежде всего недооценка при операции анатомо-топографических отношений, складывающихся при возникновении грыжевого выпячивания и дальнейшем его развитии. Эти новые анатомические отношения и являются той хирургической анатомией грыж, от знания которой зависят в значительной степени результаты хирургического лечения. Это положение можно иллюстрировать существенными различиями хирургической анатомии косых и прямых паховых грыж, при которых могут быть эффективными только методы оперирования, учитывающие эти различия. Вторая причина неудач кроется в почти механическом перенесении описаний способов операций грыж из десятилетия в десятилетие, из издания в издание в руководствах по клинической и оперативной хирургии, несмотря на то что в периодической печати, на хирургических съездах, в диссертациях и монографиях многие из этих классических способов были изменены или отвергнуты.